# Paramita
Pāramitā (sanskrit) ou pāramī (pāli), पारमिता (devanāgarī), qu'on traduit souvent par « perfection », signifie littéralement « aller au-delà » ou « atteindre l'autre rive ». On le traduit encore par « vertu transcendante » ou. « vertu suprême ». Pāramitā désigne dans le bouddhisme la pratique d'une vertu qui, menée vers sa perfection, permet d’accéder à l’éveil, c’est-à-dire au nirvāṇa, ou à l’état de bodhisattva puis de bouddha.

## Étymologie
L'origine du mot pāramitā n'est pas claire. Ce vieux mot sanskrit serait dérivé de pāram signifiant aussi rive et but, et itā, « allé à »,. Dans ce cas, quelque chose est parfait quand il a « passé, allé de l'autre côté », autrement dit quand il a totalement dépassé ce que l'on trouve dans la vie ordinaire. Mais selon une autre étymologie, le mot est lié à pārama, qui signifie « excellent » ou « le plus élevé », si bien qu'il s'agirait de quelque chose qui est arrivé à son niveau d'excellence,. Mais Wright note que, quoi qu'il en soit, le mot pāramitā, qui est entré dans le vocabulaire technique de l'éthique bouddhique pour noter les dimensions du caractère humain les plus importantes dans l'éveil (bodhi).

## Theravada
Dans le courant Theravada, on trouve une liste de dix perfection. En pali:  
1. Dāna pāramī : générosité, don
2. Sīla pāramī : vertu, moralité
3. Nekkhamma pāramī : renonciation, non-attachement[4]
4. paññā pāramī : sagesse transcendante
5. Viriya pāramī : énergie, effort
6. Khanti pāramī : patience, tolérance
7. Sacca pāramī : honnêteté, sincérité
8. Adhiṭṭhāna pāramī : détermination, résolution
9. mettā pāramī : amour bienveillant
10. upekkhā pāramī : sérénité, équanimité

Metta et upekkha sont aussi deux des quatre incommensurables (brahmavihāra), vertus que doivent cultiver tous les bouddhistes.

## Mahayana

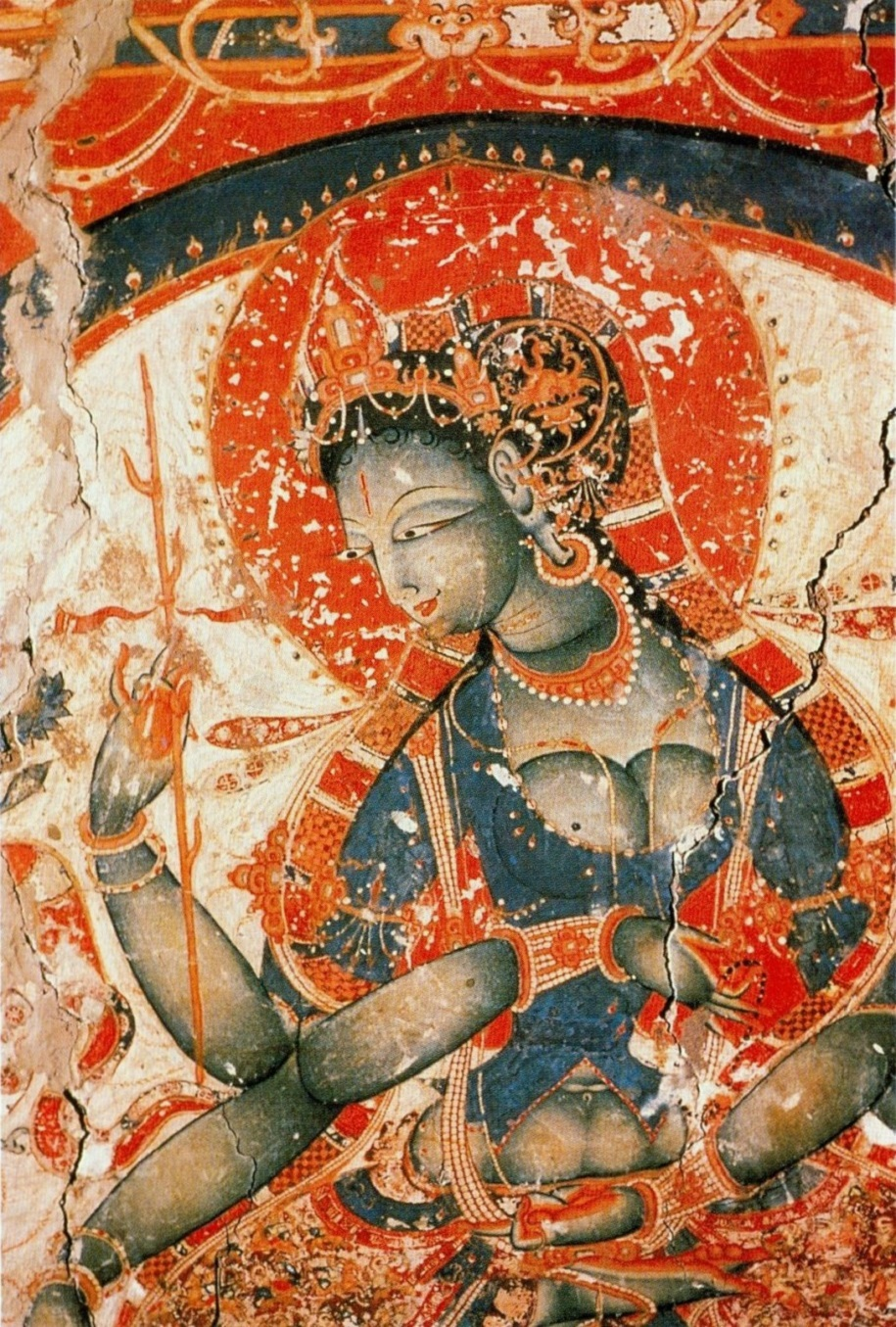
Tara, représentée sous la forme de la Prajnaparamita, la grande sagesse. Monastère d'Alchi, Ladakh, 3^{e} quart du XIe siècle.

Dans le bouddhisme Mahâyâna, on a le plus souvent une liste de six perfections, parfois de dix. Cette liste est vraisemblablement liée à celle du courant Theravada.
Ainsi, le Sūtra du Lotus mentionne six perfections. En sanskrit :
1. Dāna pāramitā : générosité ; fait de donner, de concilier, d’aimer sans condition, d’avoir les mains, l’esprit et le cœur ouvert. (chinois : bùshī pōluómì 布施波羅蜜 ; Wylie tibétain : sbyin pa, jinpa)
2. Śīla pāramitā : vertu, éthique, honnêteté, intégrité (paroles, actes et mode de vie juste) et entraide. (chíjiè pōluómì 持戒波羅蜜 ; tshul khrims, tsultrim)
3. Kṣānti pāramitā : patience, tolérance, indulgence (rěnrǔ pōluómì 忍辱波羅蜜 ; bzod pa, zopa)
4. Vīrya pāramitā : énergie, effort, courage, enthousiasme, endurance. (jīngjìn pōluómì 精進波羅蜜 ; brtson ’grus, tsöndrü)
5. Dhyāna pāramitā : concentration, méditation, vigilance. (chándìng pōluómì 禪定波羅蜜 ; bsam gtan, samten)
6. Prajñā pāramitā : sagesse, sapience, discernement par le biais d’une vision et d’une intention juste, sagacité, bonne connaissance du dharma. (zhìhuì pōluómì 智慧波羅蜜 ; shes rab, shérab)

À celles-ci, le Sūtra de la Guirlande de fleurs ou de l'Ornement fleuri (Avataṃsaka sūtra) et le Sutra des dix terres (Daśabhūmikāsūtra) en ajoutent quatre :
7. Upāya pāramitā: aptitude à discerner la méthode la plus susceptible de faire progresser les êtres sur la voie de l’éveil selon leur état du moment. (fāngbiàn pōluómì 方便波羅蜜 ; thabs, thab)
8. Praṇidhāna pāramitā: vœu, aspiration à sauver les êtres. (yuàn pōluómì 願波羅蜜 ; sMon lam, mönlam )
9. Bala pāramitā: pouvoir spirituel. (lì pōluómì 力波羅蜜 ; sTobs, tob)
10. Jñāna pāramitā: connaissance / sagesse absolue (zhì pōluómì 智波羅蜜 ; ye she, yeshé)

#### Sources
- Lilian Silburn (Dir.) (Textes traduits et présentés sous la direction de L. S.), Aux sources du bouddhisme, Paris, Fayard, 1997, 538 p. (ISBN 978-2-213-59873-4), p. 134; 148-162; 240-247

#### Études
- Peter Harvey, An Introduction to Buddhism. Teachings, History and Practices, Cambridge, Cambridge University Press, 2013, 2nd expanded éd., 521 p. (ISBN 978-0-521-67674-8), p. 151-161V. aussi la trad. de la première éd. de 1990, parue sous le titre Le bouddhisme. Enseignement, histoire, pratiques, Seuil, coll. « Points-Sagesses » n° 215, 1993  (ISBN 978-2-757-80118-5) p. 172-176
- Alexis Lavis, La conscience à l'épreuve de l'éveil. Lecture  commentaire et traduction du Bodhicaryāvatāra de Shantideva, Paris, Cerf, 2018, 543 p. (ISBN 978-2-204-12762-2), p. 237-297
- Paul Magnin, Bouddhisme, unité et diversité. Expériences de libération, Paris, Cerf, 2003, 763 p. (ISBN 978-2-204-07092-8), p. 251-257; 268-297 et passim
- (en) Dale S. Wright, The Six Perfections. Buddhism and the Cultivation of Character, Oxford, Oxford University Press, 2009, 292 p. (ISBN 978-0-199-89579-3)